# Кирилов Ігор Леонідович
І́гор Леоні́дович Кири́лов (рос. Игорь Леонидович Кириллов; 14 вересня 1932, Москва, РРФСР, СРСР — 29 жовтня 2021, Москва, Росія) — радянський і російський актор, диктор, тележурналіст, провідний телеведучий Радянського Союзу та Росії. Лауреат Державної премії СРСР (1977). Народний артист СРСР (1988).

## Життєпис
Народився 14 вересня 1932 року у Москві в родині військовослужбовця.
Закінчив ВДІК та Вище театральне училище імені М. С. Щепкіна. У 1955—1957 роках був актором Театру на Таганці.
У 1957—1989 роках працював провідним диктором-телеведучим Центрального телебачення СРСР.
Від імені керівництва СРСР робив найбільш важливі інформаційні повідомлення на Центральному телебаченні.
У 1990—1991 роках працював ведучим телепрограми «Взгляд».
Брав участь у різноманітних розважальних телевізійних шоу СРСР та Росії.
У 1997—2014 роках його голос лунав в оголошенні часу на донецькому «Мега-радіо».
З 1974 року — член Спілки журналістів СРСР. З 2004 року — член Російської академії телебачення. Проводив викладацьку діяльність в Інституті підвищення кваліфікації працівників радіо та телебачення (нині Академія медіаіндустрії). Професор, академік Міжнародної академії театру та кіно.
Помер 29 жовтня 2021 року у Москві на 90-му році життя. Причина смерті — COVID-19. Похований на Новодівичому цвинтарі.

## Державні нагороди та звання
СРСР і Росія:
- Заслужений артист РРФСР (1968)
- Народний артист РРФСР (1982)
- Народний артист СРСР (1988) — «за великі заслуги в розвитку радянського мистецтва»
- Орден «За заслуги перед Вітчизною» III ступеня
- Орден «За заслуги перед Вітчизною» IV ступеня

## Фільмографія
- «Дівоча весна» (1960, кореспондент (камео)
- «Блакитний вогник» (1962, фільм-концерт; ведучий «Блакитного вогника»)
- «Блакитний вогник» (1963, фільм-концерт; диктор на «Блакитному вогнику»)
- «Жовтень» (1963, фільм-спектакль; читає вірші)
- «Блакитний вогник» (1964, фільм-концерт)
- «Блакитний вогник. 25 років радянському телебаченню» (1964, ведучий)
- «Навпіл» / «Fele-Fele» (1967, СРСР-Угорщина; ведучий)
- «Сім днів з російською красунею» (1991, диктор ЦТ (камео)
- «Старі пісні про головне 2» (1996, ведучий «Блакитного вогника»)
- «Заздрість богів» (2000, диктор ЦТ (камео)
- «Парк радянського періоду» (2006, камео)
- «Інше обличчя» (2008, камео)